# Heinrich Burkhardt
Heinrich Friedrich Karl Ludwig Burkhardt (Schweinfurt, 15 ottobre 1861 – Monaco di Baviera, 2 novembre 1914) è stato un matematico tedesco, noto per esser stato uno dei due esaminatori della tesi di dottorato di Albert Einstein, Eine neue Bestimmung der Molekuldimensionen.

## Biografia
Burkhardt nacque a Schweinfurt. A partire dal 1879 studiò sotto Karl Weierstrass, Alexander von Brill e Hermann Amandus Schwarz a Monaco di Baviera (università e università tecnica), Berlino e Gottinga. Conseguì il dottorato nel 1886 a Monaco con Gustav Conrad Bauer con una tesi intitolata Beziehungen zwischen der invariantentheorie und der Theorie algebraischer Integrale und ihrer Umkehrungen (Relazione tra la teoria invariante e la teoria degli integrali algebrici e dei loro inversi).
Nel 1887 fu assistente professore a Gottinga e ottenne l'abilitazione nel 1889. Più tardi fu professore a Zurigo (1897-1908) e Monaco (da ottobre 1908). 
Lavorò, in particolare, sulla teoria delle funzioni ellittiche, sulle espansioni di serie, sulla teoria dei gruppi, su il quartico Burkhardt e sulla storia della matematica.
Morì a Neuwittelsbach/Monaco, da una malattia dello stomaco, diagnosticata per la Pasqua del 1914.

## Opere
- 1899: Elliptische Funktionen, zweiter Tiel
- 1903: Algebraische Analysis
- 1908: Entwicklungen nach oscillierenden Funktionen und Integration der Differentialgleichungen der mathematischen physick
- 1913: Theory of Functions of a Complex Variable